# シーパンドン
シーパンドン (ラーオ語: ສີ່ພັນດອນ, Si Phan Don, 英語: 4000 Islands) は、ラオス南部チャンパーサック県コーン郡にある、メコン川の中州に4,000の島々があるとされる地域である。ラーオ語で ສີ່ພັນ (Si Phan) は 4,000 を、ດອນ (Don) は島を意味する。

## 概要

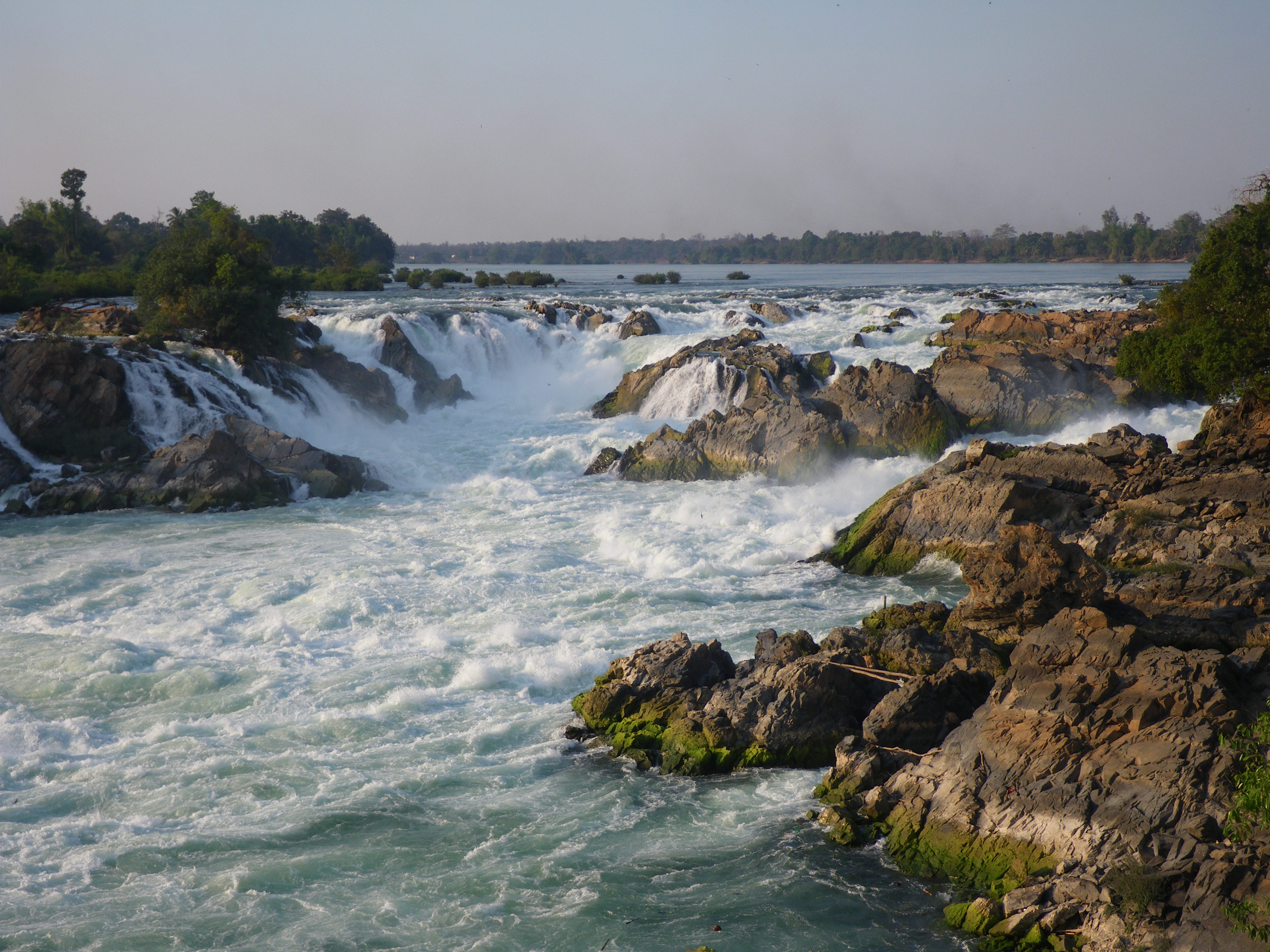
コーンパペンの滝

雨季、乾季の流水量の変化によっても異なるが、メコン川は約14km程まで川幅が広がり、大小様々な島が出現する。約4,000万年前、地殻変動により、砂岩層が隆起、複数の断層が発生した。そこをメコン川が流れたことにより、このような地形になったとされる。
下流部にはコーン滝 (フランス語: Chutes de Khone, 英語: Khone Falls) があり、滝幅は世界1位、流水量は世界4位となっている。コーン滝は複数の滝から構成されているが、最大の滝はコーンパペンの滝である。
主要産業は農業、漁業、観光業であり、ラオ・ラオの原料となるもち米の産地でもある。下流側のデット島、コーン島を中心に観光地化され、欧米人を中心とした観光客、バックパッカーなどが訪れるようになっている。
シーパンドン内の学区には80の教育機関が存在する。内訳は小学校60校、中学校13校、高等学校7校に分類される。
メコン川右岸カンボジアとの国境であり、右岸がプリアヴィヒア州、下流がストゥントレン州と接している。

## 主な島
約4,000あるといわれる島々のうち、33の有人島がある。

### コーング島 (Don Khong)
コーング島、またはコーン島 (Don Khong, ラーオ語: ດອນໂຂງ,  英: Khong Island) は、南北約20km、東西約8kmほど、面積144km2の地域最大の島である。島の人口はおよそ55,000人。
メコン川の左岸から橋がかけられている。島内にはコーング島空港があったが、現在では使われていない。
下流のコーン島 (Don Khon)とは異なる。

### ソム島 (Don Som)
地域で2番目に大きい島（長さ約12km、幅2km、面積22km2）。人口約7,000人。

### デット島 (Don Det)
ナカサン村 (Ban Ban Nakasang) より、島の最北端の フアデット村 (Ban Hua Det) まで渡し舟が運行されている。
観光客向けのゲストハウス、レストラン等が数多く運営されている。
下流のコーン島 (Don Khon)の間には、かつて連水陸路としての鉄道 (en:Don Det–Don Khon railway) が敷設されていた。島の北西部には、水運による船舶、貨物を鉄道に積み替える港があった。

### コーン島 (Don Khon)

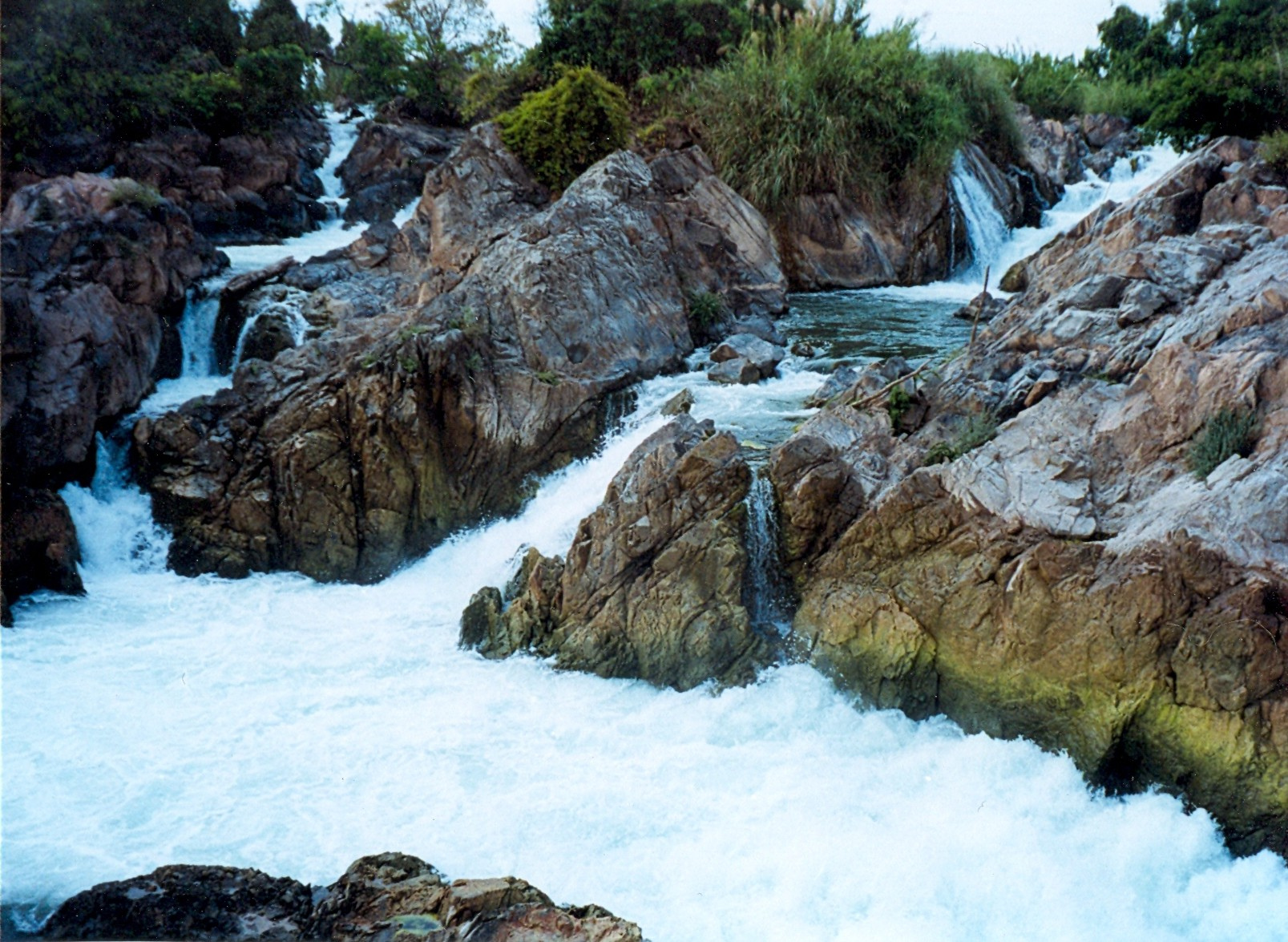
ソンパミットの滝

ナカサン村 (Ban Nakasang) より、島の北部にあるコーンタイ村 (Ban Khon Tai) まで渡し舟が運行されている。コーンタイ村には、デット島とを結ぶ鉄道橋が建設されており、今でも道路橋として利用されている。
観光客向けのゲストハウス、レストラン等が数多く運営されている。
東部でライ島 (Don Lai)と繋がっており、ソンパミットの滝 (Somphamit Waterfalls)、リーピー滝 (Lii Phii Waterfalls) が見られる。島の西部、ソム島 (Don Som, Don Xom) との間には、コーンパソイ滝 (Khone Pa Soi Waterfalls) がある。
南部のハンコン村 (Ban Hang Konh) には、水運による船舶、貨物などを、鉄道に積み替える港があり、当時使われていた蒸気機関車が保存されている。

## デット島・コーン島鉄道

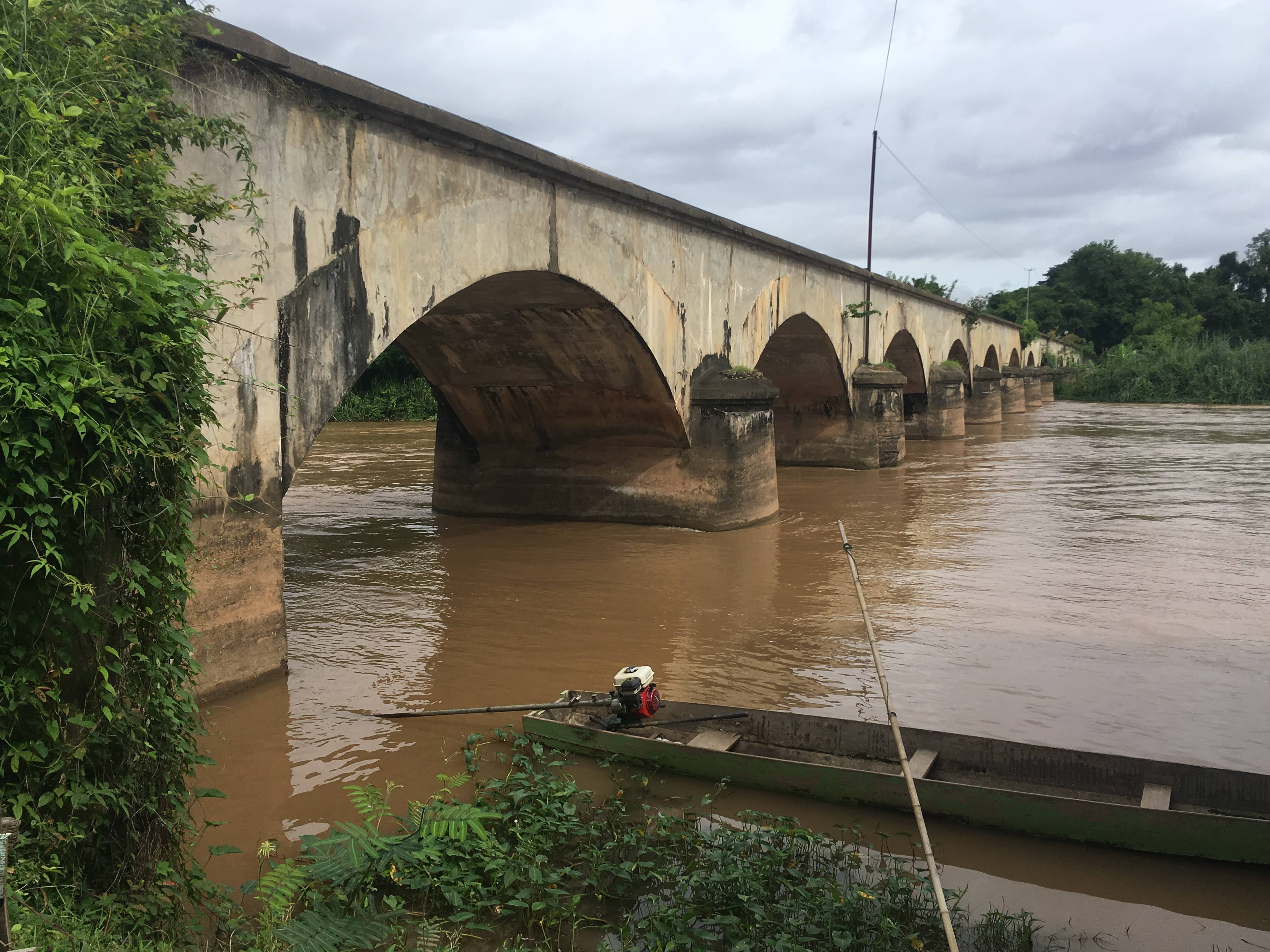
デット島、コーン島との間の鉄道橋

滝による激しい水流のため、この流域では河川水運が困難となっていた。フランス領インドシナであった1924年に、デット島とコーン島を結ぶ鉄道が建設された。この鉄道はラオスからフランスへ金を輸送する際に主に利用されていた。鉄道跡は現在も残っている。
この地域で採れる木材も宮殿を建設する際に利用されたが、その運搬にあたっては鉄道ではなく、象が利用された。

## 自然環境
シーパンドン周辺では、長年、手付かずの自然が残されてきた。コーン滝を遡上する魚が集まり、それを捕食するカワゴンドウ（ゴンドウイルカ、メコンイルカ）が生息しているが、個体数が激減し絶滅が危惧されている。
メコン川上流部、中国領内におけるダム建設による水量、水質、生態系の変化が原因の一つとされている。シーパンドン地域内にも水力発電用のドンサホン・ダム (en:Don Sahong Dam) が2020年より稼働しており、電力は、カンボジア、タイに輸出されている。
下流のカンボジア、ストゥントレン州のメコン川流域はラムサール条約指定地であり、自然保護に向けた取り組みが行われている。2018年、カワゴンドウの個体数は増加に転じた。
2022年2月、シーパンドンの流域でカワゴンドウは絶滅したとする情報もある。

## アクセス
パークセーの南方、約120kmに位置する。旅行会社によるツアーバスの他、ロット・ドイサーンで3時間ほどである。コーング島 (Don Khong) 、サン島 (Don San)、サダム島 (Don Sadam)、サホン島 (Don Sahong) には橋がかけられている。他の島々には、渡し船が運行されている。